# Județul Mehedinți (antebelic)
- Pentru alte utilizări ale antroponimului și toponimului Mehedinți, vedeți Mehedinți (dezambiguizare) .

Județul Mehedinți a fost o unitate administrativă de ordinul întâi din Vechiul Regat al României (existent în perioada antebelică, adică înaintea Primului Război Mondial). Județul se afla în regiunea istorică Oltenia, iar reședința era orașul Turnu Severin.

## Așezare și limite

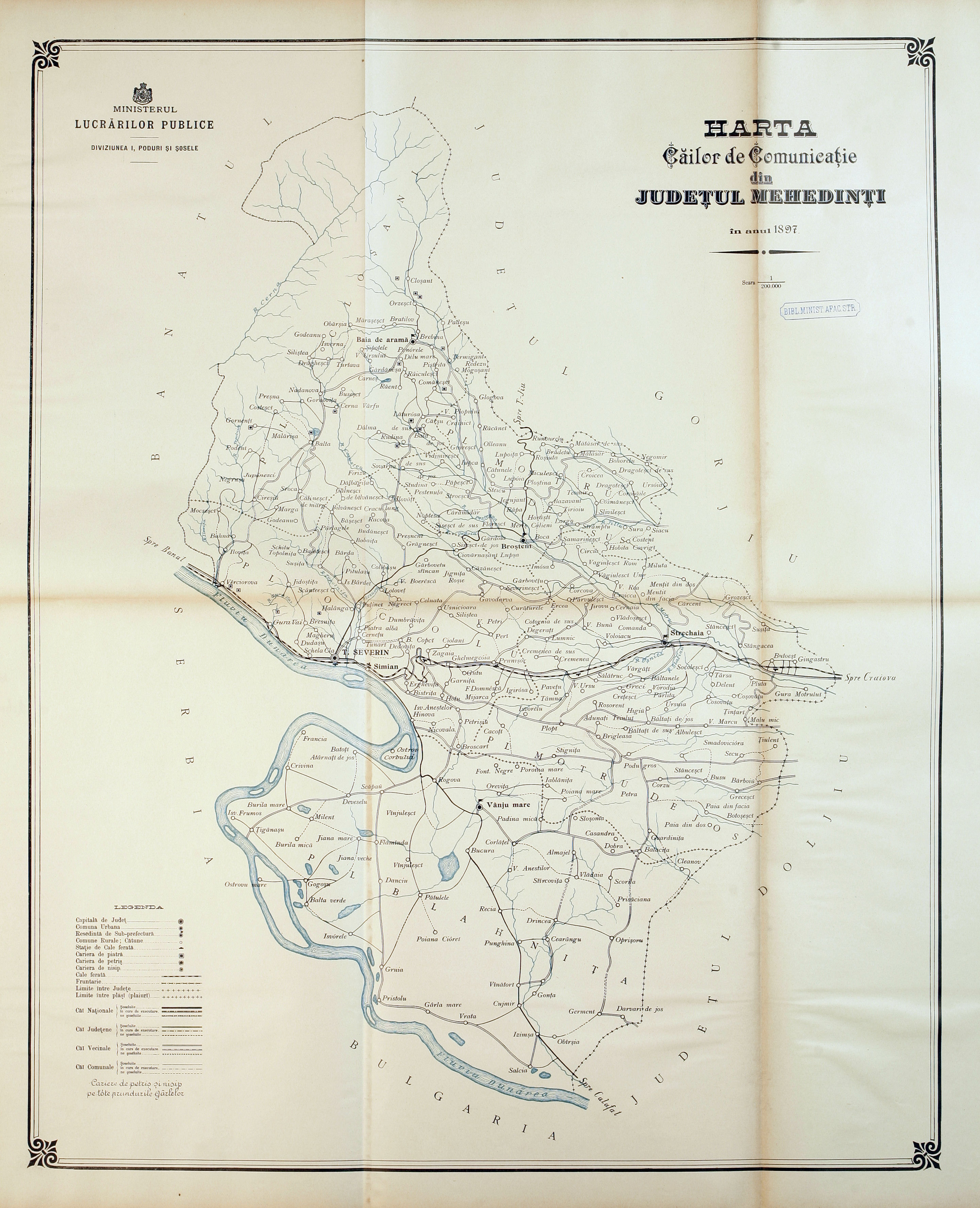
Harta județului Mehedinţi în Atlasul Căilor de Comunicații din 1897

Județul Mehedinți era un județ de frontieră (și cel mai vestic județ al țării). Se învecina cu Transilvania și Banat (ce făceau parte atunci din Austro-Ungaria), Serbia, Bulgaria (până în 1908 Imperiul Otoman) și cu județele românești Gorj și Dolj.

## Istoric
În anul 1864, domnitorul Alexandru Ioan Cuza dă prima lege de organizare administrativ-teritorială modernă a teritoriului României. Legea prevedea împărțirea țării în 33 de județe, având ca subdiviziuni plășile și comunele (urbane și rurale). Județele și comunele erau investite cu personalitate juridică și cu organe deliberative și executive: consiliul județean și prefectul (acesta din urmă ca reprezentant al guvernului în teritoriu), respectiv consiliul comunal
și primarul (în calitate de reprezentant al guvernului în teritoriu). Plășile erau simple subdiviziuni ale județelor, fără personalitate juridică, conduse de subprefecți, cu atribuții de supraveghere și control asupra autorităților comunale.
Județul antebelic Mehedinți era împărțit în 8 plăși și 2 plaiuri: Cloșani cu reședința  Baia de Aramă și Cerna cu reședința în comuna rurală Balta și plășile Cîmpul cu reședința în comuna rurală Vânători, Blahnița cu reședința în comuna rurală Flămânda, Dumbrava cu reședința în comuna rurală Bâcleș, Motrul de Jos cu reședința în comuna rurală Strehaia, Motrul de Sus cu reședința în comuna rurală Broșteni, Ocolul de Jos cu reședința în comuna rurală Prunișori, Ocolul de Sus cu reședința în comuna urbană Turnu Severin (totodată și reședința județului) și Văilor cu reședința în comuna rurală Slivilești. Județul avea 2 comune urbane (Turnu Severin-reședința județului și port și Baia de Aramă) și 20 comune rurale.
Se găseau ape minerale la: Cârciu, Baia de Aramă și Balta, care conțineau fier, puciosă și alte minerale. Locuitorii de la munte se ocupau cu dogăria, dulgheria și cu producerea șindrilei, care se vindea în județele Mehedinți, Gorj și Dolj. La Glogova și Sisești se fabricau oale, pe lângă cele produse la fabrica de oale din Turnu Severin. Femeile, pe lângă industria domestică, se ocupau și cu creșterea viermilor de mătase și făceau diferite pânzeturi și marame de o rară frumusețe. La Baia de Aramă se făceau stofe de o calitate bună. Locuitorii din comuna Șișmanul se ocupau în timpul iernii cu confecționarea rogojinilor. Vin de bună calitate se făcea din viile de pe dealurile Orevița și Golul Drincei. În județul Mehedinți se găsea piatră bună pentru construcții și fabricarea pietrelor de moară și a varului.
Bâlciuri se organizau la: Bălăcița, Borlățelul, Cleanov, Corcova, Ciovârnășani, Jegujani, Lupoaia, Pătulele, Ploștina, Prunișor, Obârșia, Strehaia și bâlciurile Severinului.

## Marca
Marca (stema) județului Mehedinți era simbolizată de o albină, pentru că în trecut se producea multă miere și ceară aici.